# Шкода 130
Шкода 130 (чеш. Škoda 130) је аутомобил који је производила чехословачка фабрика аутомобила АЗНП. Производио се од 1984. до 1990. године.

## Историјат
Шкода 130 се појавила 1984. године кад и модернизоване 105/120. Каросерија је идентична са каросеријом Шкоде 105/120 верзије М, модели произведени од 1983. године. Шкода 130 се разликује од својих претходника јер има веће моторе са повећаном снагом, петостепеним мењачем, унапређеном задњом осовином и побољшан кочиони систем. Шкода 135/136 се разликује од 130 због софистицираних мотора са мањом тежином и модернијом главом мотора.
Шкода 130 има интерну ознаку 742, као и 105/120, док модели 135/136 имају ознаку 746. У Уједињеном Краљевству модел је носио назив Estelle Two.

## Модели и мотори
Доступни нивои опреме су, 130 de Luxe (L), Grand de Luxe (GL), 135 de Luxe (L), Grand Luxe (GL), 136 de Luxe (L), Grand Luxe (GL) и Grand de Luxe injection (GLi).
| Модел | Тип мотора | Запремина   | Снага         | Мењачи             | Производња |
| ----- | ---------- | ----------- | ------------- | ------------------ | ---------- |
| 130   | 742.13     | 1289 cm³ I4 | 43 kW / 58 КС | 5-степени мануелни | 1984−1988  |
| 135   | 746.135    | 1289 cm³ I4 | 43 kW / 58 КС | 5-степени мануелни | 1988−1990  |
| 136   | 746.136    | 1289 cm³ I4 | 46 kW / 62 КС | 5-степени мануелни | 1987−1990  |